# Ardisia mameyensis
Ardisia mameyensis är en viveväxtart som beskrevs av Ricketson och Pipoly. Ardisia mameyensis ingår i släktet Ardisia och familjen viveväxter. Inga underarter finns listade i Catalogue of Life.